# Pride (film fra 2014)
 For alternative betydninger, se Pride (flertydig). (Se også artikler, som begynder med Pride (flertydig))
Pride er en britisk comedy-dramafilm fra 2014, instrueret af Matthew Warchus og skrevet af Stephen Beresford.
Filmen er baseret på virkelige begivenheder og handler om en gruppe af homoseksuelle aktivister i Margaret Thatchers Storbritannien, der under den britiske minearbejderstrejke beslutter sig for at indsamle penge til at hjælpe minearbejderne og deres familier.
Stephen Beresford og David Livingstone modtog en BAFTA for bedste debut af britisk forfatter, instruktør eller producer. Filmen blev nomineret til en Golden Globe i kategorien bedste film - musical eller komedie, en BAFTA i kategorien bedste britiske film og bedste kvindelige birolle til Imelda Staunton.

## Medvirkende
- Ben Schnetzer som Mark Ashton
- Joe Gilgun som Mike Jackson
- Faye Marsay som Stephanie Chambers
- Dominic West som Jonathan Blake
- Andrew Scott som Gethin Roberts
- Freddie Fox som Jeff Cole
- Chris Overton som Reggie Blennerhassett
- Joshua Hill som Ray Aller
- George MacKay som Joe "Bromley" Cooper
- Imelda Staunton som Hefina Headon
- Jessica Gunning som Siân James
- Liz White som Margaret Donovan
- Nia Gwynne som Gail Pritchard
- Menna Trussler som Gwen
- Lisa Palfrey som Maureen Barry
- Bill Nighy som Cliff Barry
- Paddy Considine som Dai Donovan
- Rhodri Meilir som Martin James
- Karina Fernandez som Stella
- Jessie Cave som Zoe
- Monica Dolan som Marion Cooper, Bromleys mor
- Matthew Flynn som Tony Cooper, Bromleys far
- Olwen Medi som Gethins mor
- Kyle Rees som Carl Evans
- Jack Baggs som Gary